# 電話ボックスへの詰め込み競争

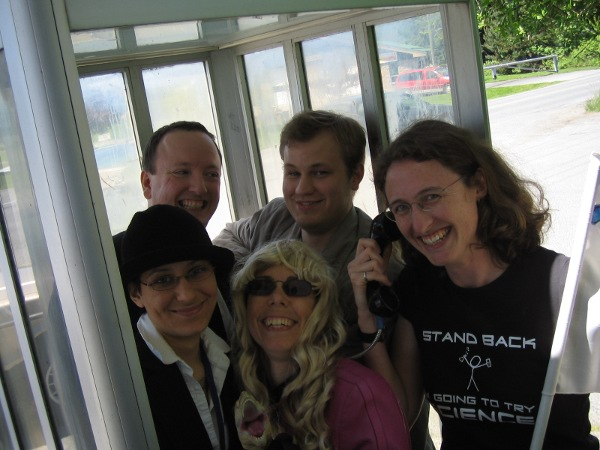

電話ボックスへの詰め込み競争（でんわボックスへのつめこみきょうそう、英語：phonebooth stuffing）は1950年代に流行したものの一つ。何人もの人が次々と電話ボックスに入っていき、もう中に入る空間がなくなるか、入る人間がいなくなるまで続ける、というものである。1959年代春、南アフリカのダーバンで学生が記録に挑戦したことをきっかけに、流行が南ローデシア、イギリス、カナダ、アメリカ合衆国へと拡散した。

## 流行
1959年3月20日、ダーバンのYMCAで25人の男子学生が標準的な電話ボックスに入る、という記録を打ち立てた。学生は身長5フィート4インチ（163cm）から6フィート2インチ（188cm）といった体格で、体の一部分はボックスの中に入った状態になっていたが、電話が鳴っても誰も出ることができなかった。
この記録を契機に全世界に流行が拡散し、学生を中心に各地で記録更新が試みられた。カリフォルニア州モラガのセント・メアリーズ・カレッジでは22人が電話ボックスに入ることに成功し、ダーバンの記録に迫った。このときの写真は『ライフ』誌にも掲載され、後に1950年代を象徴する写真として繰り返し紹介されることになった。しかし数々の挑戦の過程では、あまりに多くの人数が入ったため、電話ボックスが崩壊した例もあり、大学の中には怪我を懸念し、学生に記録挑戦をやめるよう注意する大学もあった。しかし流行は1959年内で終息した。
2009年には流行から50年を記念し、セント・メアリーズ・カレッジの学生が電話ボックス詰め込みの再現に挑戦した。

## 研究
東京理科大学の戸川喜久二は、NHKテレビの企画で電話ボックスへの詰め込み実験を行った。スタジオに用意された電話ボックスに互いに面識の無い男女各10名の会社員を詰め込むという実験だったが、リハーサルでは成功したものの、本番ではドアを締めることができなくなった。この現象について、見知らぬ相手ならば遠慮無く体を押せていたものが、本番までの1時間の間に知り合い同士になってしまい、ところ構わず触ることができなくなった事が原因と考えられる。